# Lotus Elan

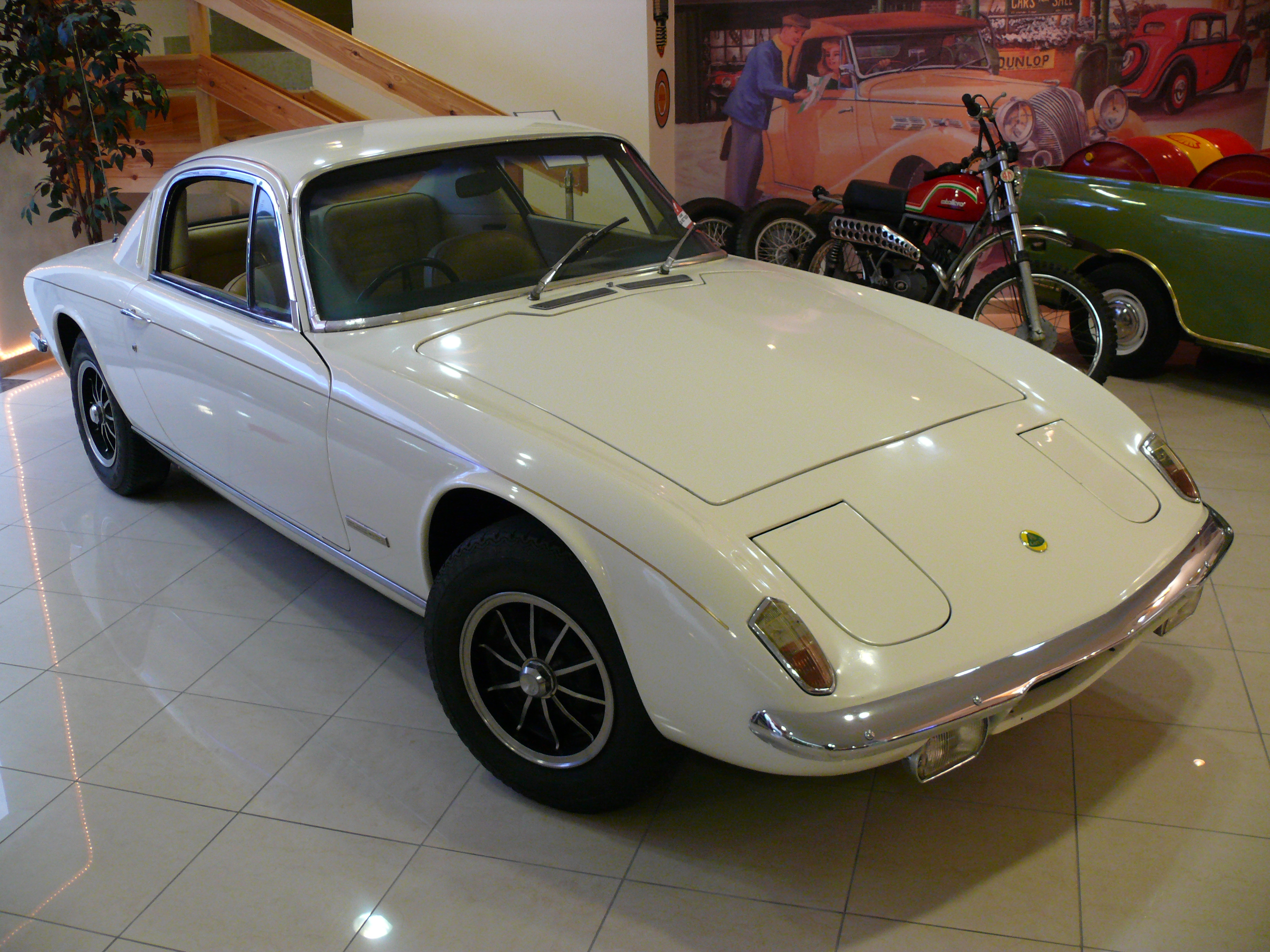
Lotus Elan S130 Coupe 2+2 1973

Modelem Lotus Elan se automobilka Lotus z anglického Norfolku pevně zapsala mezi světové výrobce sportovních automobilů. Elan se vyráběl se od roku 1963 do roku 1973 v počtu 12 220 vozů. Elan nahradil model Elite a jeho nástupcem se staly modely Elise a Esprit.
Lehké hbité vozidlo mělo řadový čtyřválec s výkonem přes 100 koní, který poskytoval vozu mimořádnou rychlost. V roce 1971 se navíc objevilo poslední provedení automobilu s označením Sprint. Toto provedení mělo 126 koní a stejné zrychlení z 0 na 100 km/h jako o mnohem dražší Lamborghini Islero. Dále se nejvyšší rychlostní stupeň řadil ve stejné rychlosti jako u vozů Ferrari Dino nebo Porsche 911E, tedy 130 km/h. Za deset let výroby se vůz prodával v provedení 2+2 (pod ozn. Elan Plus 2) a od poloviny 60. let i jako oblíbené coupé. Výroba modelu byla zastavena v roce 1973 v souvislosti se snahou Lotusu zbavit se pověsti výrobce stavebnicových automobilů. V současnosti je duch Elanu zachován ve voze Lotus Elise, který mu je v mnoha ohledech podobný.